# Bow, Luân Đôn
Bow (/[invalid input: 'icon']ˈboʊ/) là một khu vực thuộc Luân Đôn, Anh, thuộc Khu Tower Hamlets của Luân Đôn. Bow là khu vực định cư với mật độ xây dựng cao nằm cách 4,6 dặm (7,4 km) về phía Đông của Charing Cross, là một phần của East End.